# Artemis 2
La misión Artemis 2 o Artemis II (previamente conocida como Exploration Mission 2, EM-2 o Misión de Exploración 2, oficialmente Artemis II) es la segunda misión programada del programa Artemis de la NASA, y la primera misión tripulada programada de la nave espacial Orión de la NASA, planeada para ser lanzada por el Sistema de Lanzamiento Espacial (SLS) no antes de abril de 2026. La nave espacial tripulada Orión realizará una prueba de sobrevuelo lunar y regresará a la Tierra. Se planea que esta sea la primera nave espacial tripulada en viajar más allá de la órbita terrestre baja desde el Apolo 17 en 1972. La misión cambió de nombre después de la presentación del programa Artemis. Originalmente, la misión tripulada tenía la intención de recolectar muestras de un asteroide capturado en órbita lunar por la ahora cancelada misión de redirección de asteroides.

## Descripción general
El objetivo del plan de la misión Artemis 2 es enviar a cuatro astronautas en la primera nave espacial Orión MPCV con tripulación a un sobrevuelo lunar durante un máximo de 21 días utilizando la variante Block 1 del Sistema de lanzamiento espacial. Cabe recalcar que la misión en sí, durará poco más de 10 días. El perfil de la misión es una inyección lunar multi-trans (MTLI), o arranques múltiples de salida, e incluye una trayectoria de retorno libre desde la Luna. La nave espacial Orión será enviada a una órbita terrestre alta con un período de aproximadamente 42 horas. Durante este tiempo, la tripulación realizará varias comprobaciones de los sistemas de soporte vital de la nave espacial, así como una demostración de operaciones de encuentro y proximidad en el espacio utilizando la etapa de propulsión criogénica provisional (ICPS) gastada como objetivo. Cuando Orión alcance el perigeo una vez más, encenderá su motor principal para completar la maniobra TLI que lo enviará a una trayectoria de retorno libre lunar, antes de regresar a la Tierra.

## Historia
En 2017, Exploration Mission-2 fue una misión de lanzamiento único proyectada de un Sistema de lanzamiento espacial (SLS) Block 1B con una etapa superior de exploración, una nave espacial lunar Block 1 Orion y una inserción de carga útil de 50,7 t (112 000 lb). El plan era encontrarse con un asteroide previamente colocado en órbita lunar por la Misión de redirección de asteroides y hacer que los astronautas realizaran caminatas espaciales y recolectaran muestras. Tras la cancelación en abril de 2017 de la Misión de redirección de asteroides, se propuso una misión de ocho días con una tripulación de cuatro astronautas, enviados en una trayectoria de retorno libre alrededor de la Luna. Otra propuesta sugerida en 2017 fue llevar a cuatro astronautas a bordo de Orion en un viaje de 8 a 21 días alrededor de la Luna para entregar el primer elemento del Plataforma Orbital Lunar Gateway. En marzo de 2018, se decidió lanzar el primer módulo Gateway en un vehículo de lanzamiento comercial debido a los retrasos en la construcción del Mobile Launcher necesario para albergar la etapa superior de exploración más poderosa. El lanzador fue seleccionado para ser el Falcon Heavy.

Representación artística de la nave espacial Orión en órbita lunar

## Tripulación
Artemis 2 estará tripulado por cuatro astronautas, incluida la primera mujer, la primera persona de color y el primer no estadounidense en viajar más allá de la órbita terrestre baja. La primera mujer será Christina Koch, quien servirá como especialista de misión. La primera persona de color será Victor J. Glover, quien se desempeñará como piloto. El no estadounidense es Jeremy Hansen de la CSA, según los términos de un tratado de 2020 entre Estados Unidos y Canadá. Se espera que las misiones posteriores tengan tripulaciones internacionales, incluidos astronautas que representen a naciones europeas y asiáticas.
La tripulación fue anunciada el 3 de abril de 2023, según lo declarado por el administrador de la NASA, Bill Nelson, en su discurso "Estado de la NASA" en reacción a la propuesta presupuestaria del presidente Joe Biden para el año fiscal 2024. El anuncio se produjo en un evento especial en una instalación de la NASA en Ellington Field, en las afueras de Houston. Se presentaron más tarde ese día en el NRG Stadium cercano para el juego de campeonato March Madness de 2023.
| Puesto                   | Astronauta                           | Astronauta                           |
| ------------------------ | ------------------------------------ | ------------------------------------ |
| Comandante               | G. Reid Wiseman, NASA Segundo vuelo  | G. Reid Wiseman, NASA Segundo vuelo  |
| Piloto                   | Victor J. Glover, NASA Segundo vuelo | Victor J. Glover, NASA Segundo vuelo |
| Especialista de misión 1 | Christina Koch, NASA Segundo vuelo   | Christina Koch, NASA Segundo vuelo   |
| Especialista de misión 2 | Jeremy Hansen, CSA Primero vuelo     | Jeremy Hansen, CSA Primero vuelo     |